# Mitteralm (Alpenvereinshütte)
Die Alpenvereinshütte Mitteralm ist eine Alpenvereinshütte der Sektion Bergbund Rosenheim des Deutschen Alpenvereins auf 1199 m ü. NHN Höhe. Die Alpenvereinshütte befindet sich auf der gleichnamigen Mitteralm am Fuße des Wildalpjochs in den Bayerischen Voralpen. Auf Grund ihrer Nähe zur Wendelsteinbahn und der damit verbundenen leichten Erreichbarkeit wird die Hütte wie ein Berggasthof geführt.
Die Mitteralm ist ein wichtiger Stützpunkt für Wanderer, Skitourengeher, Mountainbiker. Auch Kletterer finden in der näheren Umgebung einige Routen. Von der Mitteralm führt ein geologischer Lehrpfad zur Soin-Hütte.

## Zugänge
- von St. Margrethen (Brannenburg) 1,5 Stunden
- vom Haltepunkt Mitteralm der Wendelstein-Zahnradbahn 2 Minuten

## Einzelnachweise

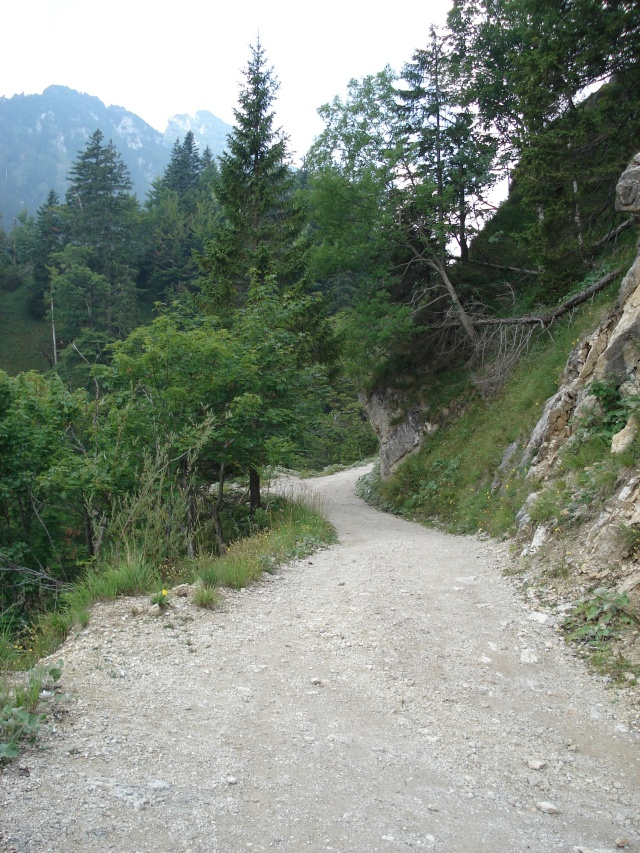
Wegstück von St. Margarethen zwischen Haltepunkt Aipl und der Mitteralm. Im Hintergrund Wildalpjoch und Soin.

## Gipfelbesteigungen
- Wildalpjoch 1,5 Stunden
- Hochsalwand 1,5 Stunden
- Wendelstein 3 Stunden